# Feinsteuerungsoperation
Feinsteuerungsoperationen gehören zu den Offenmarktgeschäften der Europäischen Zentralbank (EZB). Mit ihnen kann die EZB unerwartete Zins- und Liquiditätsschwankungen ausgleichen und sich als Signalgeber durchsetzen.
Es stehen dazu mehrere Instrumente zur Verfügung:
- befristete Transaktionen (von Wertpapieren) über Schnelltender
- definitive (= endgültig) [Ver]käufe (von Wertpapieren) über bilaterale Geschäfte
- Devisenswaps über bilaterale Geschäfte
- Hereinnahme von Termineinlagen

Normalerweise werden die Feinsteuerungsoperationen von den Nationalen Zentralbanken durchgeführt, sie können in Ausnahmen aber auch von der EZB durchgeführt werden.

## Operationale Merkmale
Die Feinsteuerungsoperationen
- sind liquiditätszuführende oder -absorbierende Transaktionen.
- finden nicht regelmäßig statt.
- weisen keine standardisierte Laufzeit auf.
- können in Ihrer Anzahl durch die Begrenzung der teilnehmenden Geschäftspartner durch das Eurosystem begrenzt werden.
- können durch alle Sicherheiten, die im einheitlichen Sicherheitenverzeichnis des Eurosystems gelistet sind, besichert werden.[1]

## Zeitlicher Ablauf
| Vorgang                                             | Zeit           |
| --------------------------------------------------- | -------------- |
| Veröffentlichung: Tenderankündigung                 | Zeitpunkt T    |
| Fristende: Abgabe der Angebote der Geschäftspartner | T + 30 Minuten |
| Bekanntmachung: Tenderergebnisse                    | T + 90 Minuten |